# Lost Frequencies
Феликс де Лат (нидерл. Felix De Laet; род. 30 ноября 1993, Брюссель, Бельгия), более известный по сценическому имени Lost Frequencies (с англ. — «Потерянные частоты»)  — бельгийский музыкальный продюсер и диджей. Наиболее известен синглами «Are You with Me» (2014) и «Reality» (2015). В 2018 году занял 17 место в списке лучших диджеев мира по версии журнала DJ Magazine.

## Псевдоним
Под «потерянными частотами» (Lost Frequencies) Феликс подразумевает старые песни, которые в данный момент почти не слушают. Создавая свой музыкальный проект, он хотел переделывать их в стиле клубной музыки, таким образом давая им новую жизнь.

## Карьера

### 2014-15: «Are You with Me»
В 2014 году Lost Frequencies создал ремикс на песню «Are You with Me» американского кантри-исполнителя Истона Корбина. Изначально ремикс был загружен на музыкальный сервис SoundCloud, где его нашли звукозаписывающие лейблы Armada Music A&R и The Bearded Man. Официальный релиз состоялся 27 октября 2014 года. Песня возглавила бельгийский хит-парад Ultratop 15 ноября 2014 года. В 2015 году сингл достиг вершины хит-парадов Австралии и Австрии. Он также был отмечен в нескольких странах Европы, попав в десятку лучших в Финляндии, Франции, Нидерландах, Норвегии, Испании, Германии, Польше, Ирландии, Швейцарии, Великобритании, Швеции и Турции.

### 2016-17:Less Is More
3 июня 2016 года Lost Frequencies выпустил сингл «Beautiful Life» с участием шведского исполнителя Сандро Кавазза. Этот сингл стал ведущим для его дебютного студийного альбома. Он объявил в Твиттере, что планирует выпустить альбом в сентябре 2016 года. 8 сентября он создал ремикс на песню Major Lazer «Cold Water». Дебютный студийный альбом под названием Less Is More был выпущен 21 октября 2016 года. Он включает в себя такие песни, как «Are You with Me», «Reality», «Beautiful Life», «What Is Love 2016» и «All Or Nothing». Он также присоединился к The Chainsmokers в их туре в мае и июне 2017 года. Альбом Less Is More был включён в ежегодный список IMPALA (Ассоциация независимых музыкальных компаний) как «Альбом года», выпущенный на независимом европейском лейбле.

### 2018-21: Found Frequencies
В партнёрстве с Armada Music Де Лат основал свой собственный звукозаписывающий лейбл под названием Found Frequencies, заявив, что "он будет служить домом" для его музыки и "популярным лейблом для начинающих талантов". Его второй студийный альбом под названием Alive and Feeling Fine был выпущен 4 октября 2019 года.

### 2021-наст. время: Последующие синглы
В 2021 году Lost Frequencies объединился с британским певцом Калумом Скоттом для записи песни «Where Are You Now», которая стала первым хитом Де Лата в топ-40 за несколько лет на ряде территорий за пределами региона Бенилюкс. Некоторые из стран, где пластинка вошла в топ-10 хитов, включали Германию, где она достигла 5-го места, и Ирландию, где она достигла первого места в ирландском чарте синглов.
3 июня 2022 года Lost Frequencies выпустил песню «Questions» с британским певцом Джеймсом Артуром.

## Дискография

### Студийные альбомы
| Название               | Детали                                                                           | Высшая позиция в хит-параде | Высшая позиция в хит-параде | Высшая позиция в хит-параде | Высшая позиция в хит-параде |
| Название               | Детали                                                                           | BEL                         | FRA                         | NL                          | SWI                         |
| ---------------------- | -------------------------------------------------------------------------------- | --------------------------- | --------------------------- | --------------------------- | --------------------------- |
| Less Is More           | - Выпущен: 21 октября 2016 года - Лейбл: Armada - Формат: Загрузка, CD           | 3                           | 108                         | 40                          | 48                          |
| Alive and Feeling Fine | - Выпущен: 4 октября 2019 года - Лейбл: Mostiko - Формат: Загрузка, CD           | 6                           | 73                          | 51                          | 52                          |
| All Stand Together     | - Выпущен: 10 ноября 2023 года - Лейбл: Found Frequencies - Формат: Загрузка, CD | 26                          | 114                         | 67                          | 29                          |

### Мини-альбомы
| Название     | Детали                                                                     |
| ------------ | -------------------------------------------------------------------------- |
| Feelings     | - Выпущен: 12 июня 2014 года - Лейбл: Ground Digital - Формат: Загрузка    |
| Cup of Beats | - Выпущен: 31 июля 2020 года - Лейбл: Found Frequencies - Формат: Загрузка |

### Синглы
| Название                                                                         | Год  | Высшая позиция в хит-параде | Высшая позиция в хит-параде | Высшая позиция в хит-параде | Высшая позиция в хит-параде | Высшая позиция в хит-параде | Высшая позиция в хит-параде | Высшая позиция в хит-параде | Высшая позиция в хит-параде | Высшая позиция в хит-параде | Высшая позиция в хит-параде | Высшая позиция в хит-параде | Сертификации | Альбом             |
| Название                                                                         | Год  | BEL                         | AUS                         | AUT                         | FRA                         | GER                         | ITA                         | NL                          | NOR                         | SPA                         | SWI                         | UK                          | Сертификации | Альбом             |
| -------------------------------------------------------------------------------- | ---- | --------------------------- | --------------------------- | --------------------------- | --------------------------- | --------------------------- | --------------------------- | --------------------------- | --------------------------- | --------------------------- | --------------------------- | --------------------------- | --- | ------------------ |
| «Trouble» (при участии Lauren)                                                   | 2014 | —                           | —                           | —                           | —                           | —                           | —                           | —                           | —                           | —                           | —                           | —                           | | Feelings           |
| «No Trust» (при участии Lauren)                                                  | 2014 | —                           | —                           | —                           | —                           | —                           | —                           | —                           | —                           | —                           | —                           | —                           | | Feelings           |
| «Tell Me» (при участии Chesqua)                                                  | 2014 | —                           | —                           | —                           | —                           | —                           | —                           | —                           | —                           | —                           | —                           | —                           | | Внеальбомный сингл |
| «Are You with Me»                                                                | 2014 | 1                           | 1                           | 1                           | 4                           | 1                           | 13                          | 3                           | 4                           | 1                           | 1                           | 1                           | - ARIA: 2× Платина - BEA: 2x Платина - BPI: Платина - BVMI: 3× Золото - FIMI: 3× Платина - IFPI NOR: 2× Платина - PROMUSICAE: Платина | Less Is More       |
| «Reality» (при участии Janieck Devy)                                             | 2015 | 1                           | 35                          | 1                           | 2                           | 1                           | 8                           | 5                           | 5                           | 2                           | 2                           | 29                          | - BEA: 2x Платина - ARIA: Золото - FIMI: 3× Платина                                                                                   | Less Is More       |
| «Beautiful Life» (при участии Sandro Cavazza)                                    | 2016 | 1                           | —                           | 51                          | 39                          | 50                          | 94                          | 65                          | —                           | 35                          | —                           | —                           | | Less Is More       |
| «What Is Love 2016»                                                              | 2016 | 1                           | —                           | 20                          | 92                          | 24                          | —                           | 73                          | —                           | —                           | 52                          | —                           | - BEA: Платина | Less Is More       |
| «All or Nothing» (при участии Axel Ehnström)                                     | 2017 | 9                           | —                           | —                           | —                           | —                           | —                           | —                           | —                           | —                           | —                           | —                           | | Less Is More       |
| «Here with You» (совместно с Netsky)                                             | 2017 | 2                           | —                           | —                           | —                           | —                           | —                           | —                           | —                           | —                           | —                           | —                           | | TBA                |
| «In My Bones» (совместно с Дэвидом Кушнером)                                     | 2024 | —                           | —                           | —                           | —                           | —                           | —                           | —                           | —                           | —                           | —                           | —                           | | Неальбомный сингл  |
| «—» означает, что альбом не попал в хит-парад или не издавался в данном регионе. |      |                             |                             |                             |                             |                             |                             |                             |                             |                             |                             |                             | |                    |

#### Совместные работы
| Название                                                           | Год  | Высшая позиция в хит-параде |
| Название                                                           | Год  | BEL                         |
| ------------------------------------------------------------------ | ---- | --------------------------- |
| «Eagles Eyes» (Felix Jaehn при участии Lost Frequencies и Linying) | 2015 | 48                          |

### Ремиксы
| Название                                        | Год  | Оригинальный исполнитель(и)                    |
| ----------------------------------------------- | ---- | ---------------------------------------------- |
| «Rockin'» (Lost Frequencies Bootleg)            | 2014 | Phunk-A-Delic                                  |
| «No Women No Cry» (Lost Frequencies Bootleg)    | 2014 | Bob Marley                                     |
| «In This World» (Lost Frequencies Bootleg)      | 2014 | Moby                                           |
| «Liberty City» (Lost Frequencies Remix)         | 2014 | KRONO                                          |
| «Paris» (Lost Frequencies Remix)                | 2015 | Antoine Malye                                  |
| «The Hum» (Lost Frequencies Remix)              | 2015 | Dimitri Vegas & Like Mike vs. Ummet Ozcan      |
| «In And Out Of Love» (Lost Frequencies Remix)   | 2015 | Armin van Buuren (при участии Sharon den Adel) |
| «Run» (Lost Frequencies Remix)                  | 2015 | Emma Bale                                      |
| «Sleep / For The Weak» (Lost Frequencies Remix) | 2015 | Lea Rue                                        |
| «Cold Water» (Lost Frequencies Remix)           | 2016 | Major Lazer (при участии Justin Bieber and MØ) |
| «Hey Baby» (Lost Frequencies Remix)             | 2017 | Dimitri Vegas & Like Mike & Diplo              |
| «Alone» (Lost Frequencies Remix)                | 2017 | Alan Walker                                    |

## Награды и номинации
| Год  | Награда          | Категория           | Работа            | Результат | Прим.  |
| ---- | ---------------- | ------------------- | ----------------- | --------- | ------ |
| 2016 | Echo Awards      | Dance International | «Are you with Me» | Победа    | [ 60 ] |
| 2016 | Echo Awards      | Hit of the Year     | «Are you with Me» | Победа    | [ 60 ] |
| 2017 | WDM Radio Awards | Best New Talent     | Himself           | Ожидается | [ 61 ] |